# Makaó
Makaó (kínaiul: 澳門, egyszerűsített kínai írással: 澳门, portugálul: Macau) Kína különleges közigazgatási területe az ország délkeleti partjainál. Területe egy átlagos budapesti kerületéhez mérhető, lakossága viszont egész Budapest népességének közel negyven százalékát teszi ki; a Föld legsűrűbben lakott területe.
A kínai országegyesítés újabb lépéseként 1999. december 20. óta ismét Kína gyakorolja a szuverenitást a volt portugál gyarmat Makaó felett. Visszakerülése az anyaországhoz formálisan is a gyarmatosítás korszakának végét jelenti Ázsiában. Lakossága több mint 520 ezer, ennek 97%-a kínai, a többi portugál és vegyes házasságból származó eurázsiai (Macanese).
Természeti kincsekkel nem rendelkezik, mezőgazdasága jelentéktelen; az élelmet, vizet, építőanyagot Kínától szerzi be. Figyelemre méltó Makaó történelmi múltja is, a portugál és kínai kultúra együttélése, amely az épületektől a konyháig megfigyelhető.

## Fekvése

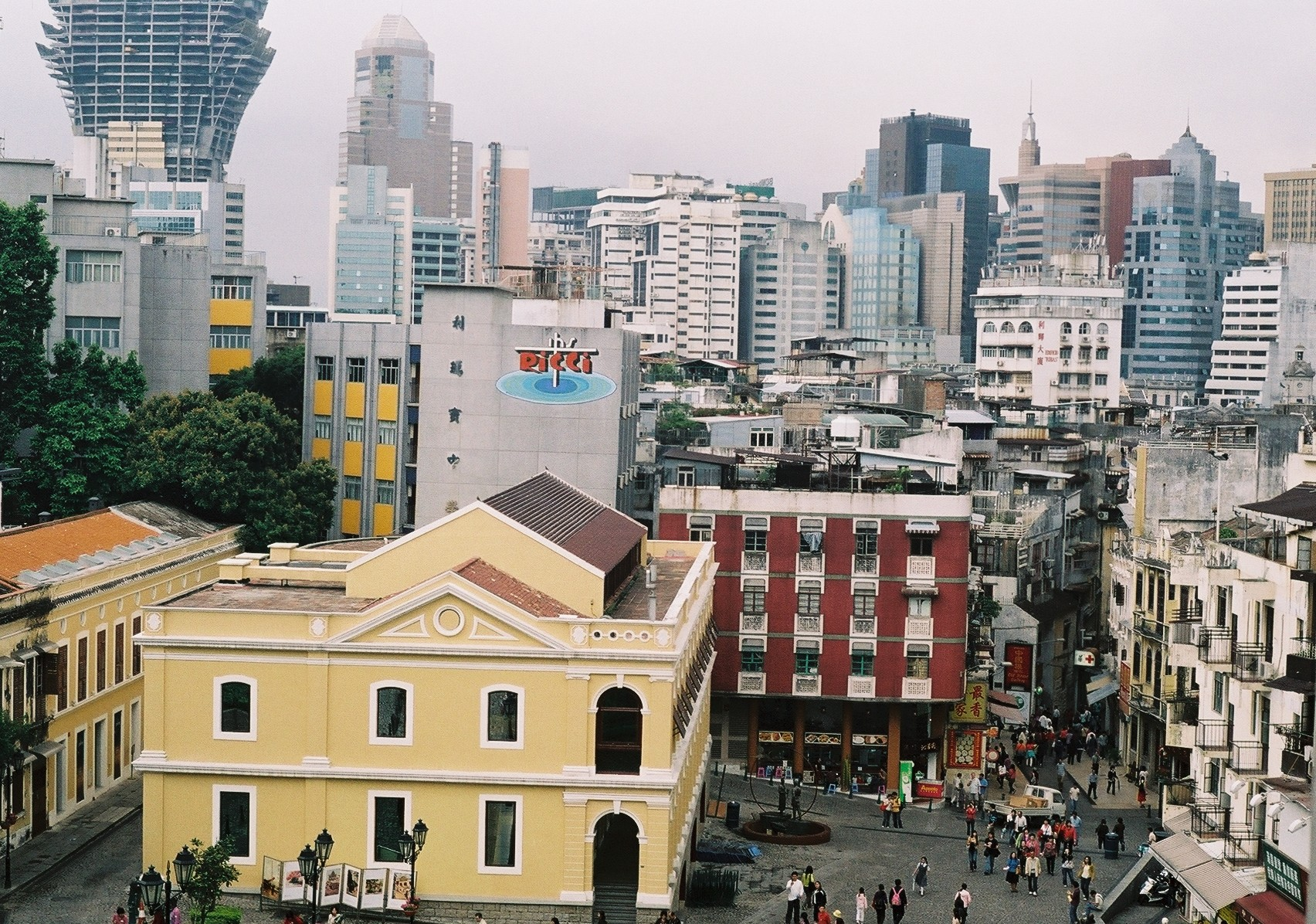
Makaó belvárosa 2007-ben

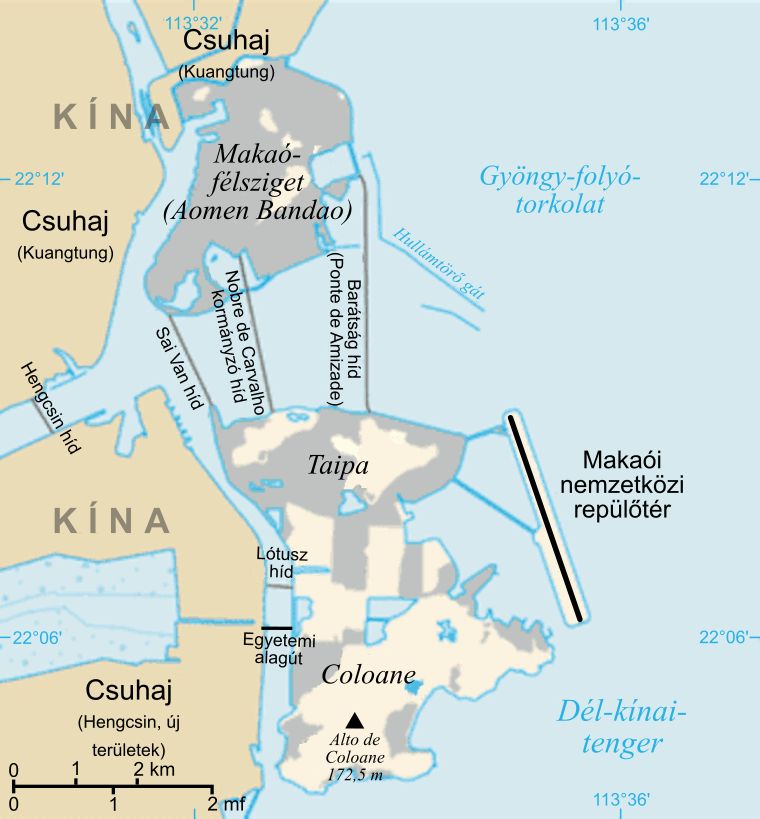
Makaó térképe

Hongkongtól mintegy 65 km-re, a Gyöngy-folyó torkolatának nyugati oldalán helyezkedik el. Területe az intenzív tengerfeltöltések következtében fokozatosan növekedett, mintegy 28,6 km²-re. Három rész alkotja: Makaó-félsziget (9,1 km²) és két sziget: Taipa (6,3 km²) és Coloane (8,1 km²). Makaót és Taipát ma már két híd köti össze, a két szigetet pedig egy töltésút. Földrajzi fekvése ideális, a fő ázsiai utak kereszteződésében helyezkedik el, ami a 16. századtól kezdve évszázadokig fontos kereskedelmi kikötővé tette.

## Történelme
Makaó területe a 9-13. században uralkodó kínai Szung-dinasztia időszakáig javarészt lakatlan volt, először 1152-ből említik a források az akkor a dél kínai Hsziangsan-kormányzóság fennhatósága alá került vidéket. A gyéren lakott félsziget déli csücskén a kínaiak 1488-ban (Ming-dinasztia) templomot (A-Ma templom) emeltek, a tengerészek és halászok védőszentjének tiszteletére.
Az első portugálok 1513-ban léptek kínai földre, valahol a Gyöngy-folyó torkolatvidékén, és szívósan kísérleteztek a kínaiakkal való kereskedéssel. Az idegenek jelenlétét ellenségesen fogadó kínai hivatalnokok sorra lerombolták a jövevények által alapított kikötői vásárhelyeket, Makaóval azonban kivételt tettek, hálából a maláj kalózok elleni portugál fellépésért. Az istennő temploma után a beérkező európaiak az A-Ma-Gao (A-Ma öble) nevet adták a területnek, a mai elnevezés ekkortól vált használatossá. 1553-ban a portugálok kikötési és raktározási engedélyt kaptak a helyi mandarintól, fennhatóságuk időszakának kezdetét hagyományosan mégis 1557-től számítják, amikor a terület éves járadék fejében Lisszabon kezelése alá került. A bérleti díjat ezután rendszeresen megfizették a kínaiaknak, mintegy elismerve, hogy csupán bérlői, nem pedig urai a területnek.
Makaó két kikötőjével gyorsan a Távol-Kelet kereskedelmi központjává fejlődött, s kiindulópontja lett az Ázsia más részei, az Európa és Amerika felé vezető hajózási útvonalaknak. A kereskedés mellett keresztény missziós központ is volt. 1575-ben a Szentszék létrehozta a makaói katolikus egyházkerületet, amelynek fennhatósága kezdetben kiterjedt az egész Távol-Keletre. Innen indultak a misszionáriusok a „pogány” kínaiak térítésére.
A 18. század elején a hollandok is megjelentek a Távol-Keleten, akik nemcsak kereskedelmi vetélytársak voltak, hanem közvetlen fenyegetést jelentettek Makaóra. A 18. század vége felé Kína kereskedelme a külvilággal fokozatosan Kantonban összpontosult, ahol a külföldi kereskedők számára működési helyeket biztosítottak.
Hanyatló gazdaságára az igazi csapást az első ópiumháború (1839–1842), pontosabban a hongkongi brit gyarmat 1842-es létrejötte jelentette, mely egyre inkább átvette a térség kereskedelmi központjának szerepét. Makaó ezután gyors ütemben veszítette el gazdasági jelentőségét. Kikötője is eliszaposodott, mélyjáratú hajók számára megközelíthetetlenné vált, jövedelmező üzletágként csupán a helyi elosztókereskedelem, a csempészet és az egyre nagyobb jelentőséget nyerő szerencsejáték maradtak meg.
A külkereskedelem mellett kifejlődött egy kisebb feldolgozóipar, amely évszázadokkal korábban elsősorban a halászathoz kapcsolódott. A kezdeti halászhajó-építéshez társult a később feledésbe merült ágyúgyártás, majd a 19. század közepén az ágyúnaszád-építés. Emellett a durranócukorkák, füstölőrudacskák, tömjén gyártása érdemel említést. Ezenkívül menedékül szolgált a kínaiak számára, akik különösen a 20. század kritikus évtizedeiben nagy tömegben áramlottak a területre. Hosszas alkudozások után kötötték meg 1888-ban a kínai-portugál barátsági és kereskedelmi egyezményt, melynek keretében a kínaiak elismerték, hogy Makaó Portugália fennhatósága és kormányzati felügyelete alá tartozzon.
A Kínai Népköztársaság létrejöttét (1949) követően a kínai kormányzat a külvilágra nyíló kapunak, gazdasági és diplomáciai, valamint valutabevételi csatornának tekintette, és kísérletet sem tett elfoglalására. Csupán 1972-ben került ismét a kínai vezetés figyelmének előterébe, amikor az ellen tiltakozott, hogy az ENSZ dekolonizációs különleges bizottsága Makaót és Hongkongot is szerepeltette a gyarmati országokat felsoroló listán. Kína szerint ugyan a gyarmat szokásos kategóriájába estek, ám mivel Kína szerves részét képezik, sorsuk elrendezését Kína szuverén jogának tekintette.
Az 1974. áprilisi portugál baloldali katonai fordulat után kínai területként ismerték el, és felajánlották visszaadását, de ezt Kína elhárította. 1976. februárban a portugál törvényhozás elfogadott egy törvényt (Organic Statute), amely lényegében politikai autonómiát biztosított a területnek, az új alkotmány pedig portugál irányítás alatt álló kínai területnek nevezte Makaót, lemondva ezzel a közel egy évszázadig élvezett gyarmattartói címről. A fordulat nyomán Makaón bevezették az új alaptörvényt (Estatuto Organico), valamint önálló törvényhozó testületet is megválasztottak. Portugália és Kína 1979-ben diplomáciai kapcsolatot létesített. Ekkor egy memorandumban a portugálok megerősítették, hogy a területet Kína részeként ismerik el, amely saját adminisztrációjuk igazgatása alatt áll, visszatéréséről pedig tárgyalásokat fognak folytatni.
Az 1987. április 13-án aláírt portugál-kínai közös nyilatkozat leszögezte, hogy a terület még az évezred vége előtt újra kínai fennhatóság alá kerül, a hongkongihoz hasonlóan az „egy ország, két rendszer” elve alapján. 1999. december 20-i visszakerülése után Makaó így Különleges igazgatású terület lett, nagy fokú autonómiával, ahol a kapitalista gazdasági-társadalmi berendezkedés ötven évig fennmarad. Megmarad önálló valutája, fenntartják a tőke szabad áramlását, pénzügyileg önálló marad, a központi kormány ott nem vet ki adókat. Változatlanul szabadkikötő és önálló vámterület lesz. Saját törvényhozói, végrehajtói testületekkel, független bírósággal rendelkezik, az érvényben levő törvények alapvetően változatlanok maradnak.
A Kínai Népköztársaság a terület átvételekor bejelentette, hogy erre a területre 2049-ig alkalmazza az egy ország – két rendszer elvét, melynek értelmében Kína szocialista gazdasága nem avatkozik be az itteni viszonyokba, és a kül-, valamint a hadügy kivételével mindenben a legnagyobb szabadságot biztosítja az adott területen.

## Politika

### Makaó aportugál gyarmatiidőkben

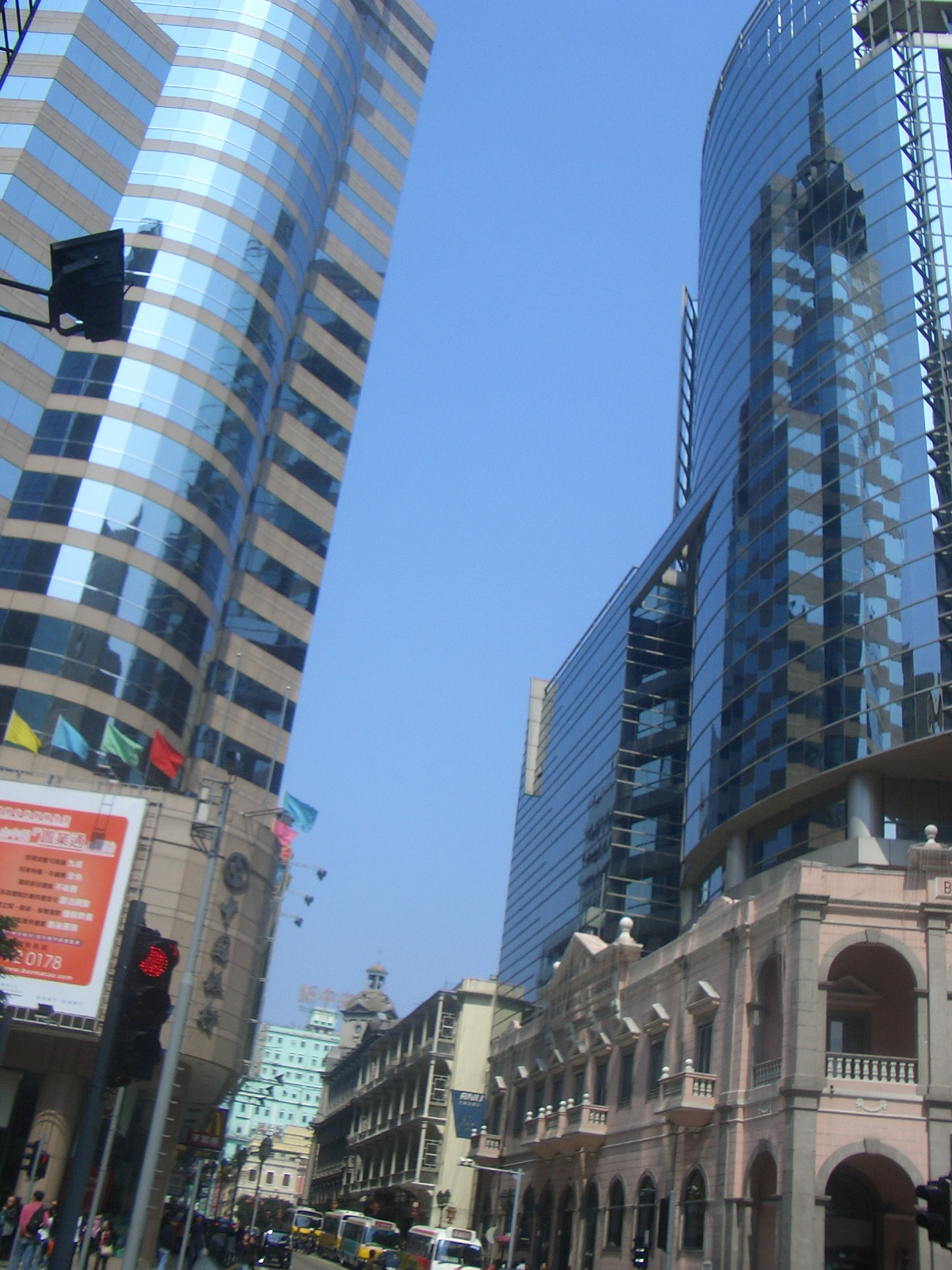
Makaó központja

Makaó gyarmat élén a miniszteri rangú kormányzó állt, akit a portugál köztársasági elnök nevezett ki. A kormányzó testesítette meg a végrehajtó hatalmat, amelynek gyakorlásában az egyes területeket irányító titkárok segítették. Az 1976. évi törvényt követően jött létre a 17, 23, majd 29 tagú törvényhozás, amely egészében nagyobb adminisztratív, gazdasági és törvényhozási autonómiát biztosított Makaónak.

Portugál Makaó gyarmati címere (1976-1999).

### Makaó ma

#### Végrehajtó hatalom
Makaót Portugália 1999-ben adta vissza Kínának. A portugál-kínai szerződés értelmében Makaóban még legalább ötven évig fenntartható a kapitalista, demokratikus államszervezet. A szerződés nagy fokú, széles körű autonómiát biztosított Makaó számára, csak kül- és hadügyekben kötődik szorosan a Kínai Népköztársasághoz. Makaó belügyeire nézve független, saját pénznemmel rendelkezik és vízumkövetelményekkel kapcsolatos ügyeit is saját maga intézheti. Makaó vezetője a kormányzó, akit egy külön erre a célra létrehozott független, választási bizottság választ meg és a Kínai Népköztársaság kormánya nevez ki. A végrehajtó hatalom a 7-11 tagból álló Végrehajtó Tanács kezében van, melyet a kormányzó vezet.

#### Törvényhozó hatalom
A törvényhozó hatalom a Törvényhozó Tanács kezében van, mely jelenleg 33 tagból áll. A parlamenti választásra minden 18 év feletti személy jogosult. A parlamenti választásokon a bejegyzett politikai pártok és független jelöltek egyaránt indulhatnak, ellenben Kína többi részével (Hongkongot és Tajvant leszámítva), ahol az egyetlen politikai párt a Kínai Kommunista Párt.

## Gazdasága

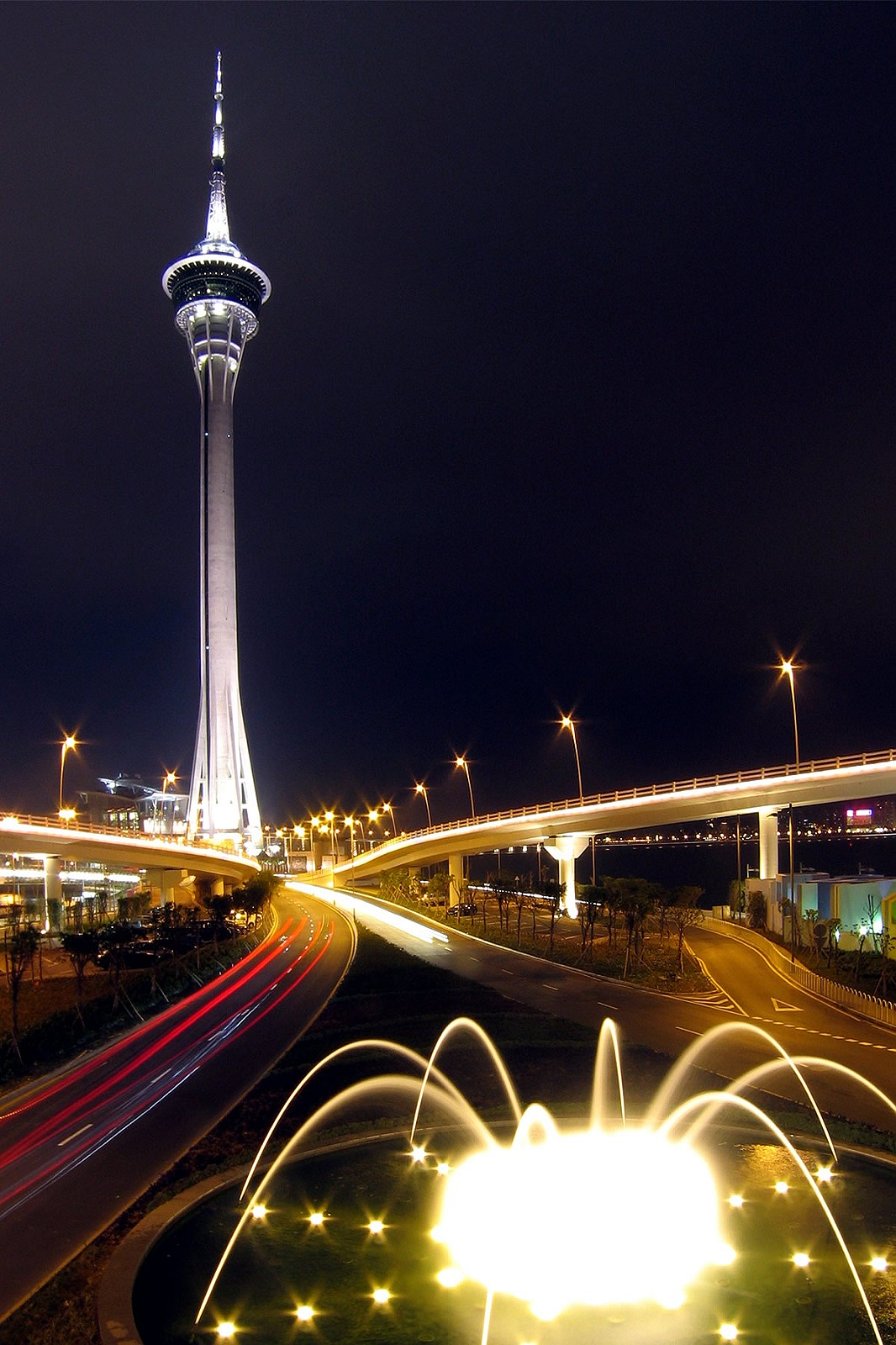
A Makaó Torony, este

Gazdasági életét alapvetően meghatározta a terület szűkössége, a nyersanyaghiány, a korlátozott belső piac, amelyek egy exportorientált gazdaságfejlesztési stratégiát tettek indokolttá. Gazdasága az 1960–70-es évektől az élénkülés jeleit mutatta. Ekkor az addig szinte kizárólagos jelentőségű turizmus és a hozzá szorosan kapcsolódó szerencsejáték mellett egyre nagyobb teret nyert a feldolgozóipar. Egész gazdasága szoros szimbiózisban van Hongkongéval. A kereskedelmi kapcsolatokon túl a tőke, a technológia, az információ fő forrása szintén Hongkong.
Gazdasági fejlődésének igazi lökést az 1970-es évek végétől Kína reform- és nyitási politikájának elindítása adott. Hongkong mellett (attól statisztikailag elválaszthatatlanul) Makaó az egyik legnagyobb külföldi tőkebefektető Kínában. Mégsem emelkedett az ázsiai „kis tigrisek” sorába, bár 17 ezer dollárt meghaladó egy főre eső nemzeti jövedelme (1997) nem lebecsülhető. Az átvételig tartó átmeneti időszak sokkal zökkenőmentesebb volt, mint Hongkong esetében, és Kína is többszörösen érdekelt Makaó jövőbeni prosperitásában, az egyezmény betartásában.

## Népesség
| Lakosok száma | 171 456 | 216 873 | 254 282 | 242 458 | 283 672 | 369 484 | 412 031 | 450 711 | 521 617 | 682 100 |
|               | 1960    | 1966    | 1972    | 1978    | 1984    | 1991    | 1997    | 2003    | 2009    | 2021    |

## Telekommunikáció
| Hívójel prefix | XX |
| ITU zóna       | 44 |
| CQ zóna        | 24 |

## Turizmus
Az idegenforgalom a terület életében a világon egyedülálló szerepet játszik, 1996-ban például 8 millió turistát fogadott. Többségük Hongkongból érkezett, de nagyon sokan jönnek Tajvanról, Japánból és a világ más országaiból is. A turisták túlnyomó többségét a szerencsejátékok vonzzák. A szerencsejáték gazdasági súlyát érzékelteti, hogy a GDP mintegy negyedét adja, az idegenforgalom bevételének 2/3-át, és adójából származik a költségvetés bevételének mintegy fele. Ennek alapján joggal nevezik a Kelet Monte-Carlójának.
A szerencsejáték mellett Makaó sok egyebet is kínál a látogatóknak. A több mint négyszáz év alatt létrehozott kulturális örökség, a már törvénnyel is védett műemlékek (számos régi, szép épület esett már áldozatul a hongkongihoz hasonló felhőkarcolók építésének), a lóverseny, kutyafuttatás mellett fontos szerepük van az évente megrendezett nagy eseményeknek: a sárkányhajóversenynek, a nemzetközi zenei fesztiválnak, a tűzijáték-fesztiválnak és a város utcáin zajló Formula–3-as autóversenynek.

## Fordítás
- Ez a szócikk részben vagy egészben  a   Macau című angol Wikipédia-szócikk fordításán alapul.  Az eredeti cikk szerkesztőit annak laptörténete sorolja fel. Ez a jelzés csupán a megfogalmazás eredetét és a szerzői jogokat jelzi, nem szolgál a cikkben szereplő információk forrásmegjelöléseként.